# 施氏鈍塘鱧
施氏鈍塘鱧（学名：Amblyeleotris steinitzi）为輻鰭魚綱鰕虎鱼目鰕虎亞目鰕虎魚科鈍塘鱧屬的其中一種，分布於印度西太平洋區，包括東非、紅海、模里西斯、安達曼群島、日本、台灣、印尼、菲律賓、澳洲、密克羅尼西亞、新喀里多尼亞、帛琉、馬紹爾群島、東加、索羅門群島、萬那杜等海域，體側具有數條褐色的垂直條紋，背鰭硬棘7枚;背鰭軟條12枚;臀鰭硬棘1枚;臀鰭軟條12枚，為底棲性魚類，生活於清澈水域的礁沙混合區，與槍蝦共生，可做為觀賞魚。

## 扩展阅读
維基物種上的相關：施氏鈍塘鱧